# Фіскалізація
Фіскалізація — це система, розроблена для запобігання шахрайству роздрібних продавців у сфері роздрібної торгівлі. Фіскалізація передбачає використання спеціальних касових апаратів або програмного забезпечення для точного звітування про продажі, що допомагає запобігти ухилянню від сплати податків. Закони про фіскалізацію касових апаратів були запроваджені в різних країнах, щоб контролювати тіньову економіку шляхом забезпечення належного обліку та оподаткування всіх роздрібних операцій, що зменшує можливість шахрайства.
Законодавство про фіскалізацію в основному охоплює:
- як повинен працювати (функціонувати) електронний контрольно-касовий апарат,
- як мають бути розроблені відповідні процеси в роздрібній торгівлі,
- які дані слід зберігати і як,
- які звіти для органів влади повинні бути створені,
- як і коли слід подавати звітність

У багатьох випадках фіскалізація пов'язана з іншими законами, такими як закони про бухгалтерський облік, оподаткування, захист прав споживачів, захист даних і конфіденційність.
Зазвичай законодавство про фіскалізацію плутають із податковим законодавством. Фіскальне право та фіскалізація — це різні речі у сфері фінансів і податків. Фіскальне законодавство стосується правил, які уряд встановлює для поводження зі своїми грошима та податками. Це стосується того, як збирати податки та керувати витратами. Фіскалізація більш конкретна, зосереджена на тому, як зупинити ухилення від сплати податків, особливо в роздрібній торгівлі.

## Базова філософія
У випадку законів про фіскалізацію кожен уряд дотримується однієї і тієї ж філософії:
- податкові дані кожної транзакції повинні зберігатися безпечно таким чином, щоб маніпулювання даними було неможливим після закриття транзакції
- повідомлення податковим органам про збережені податкові дані має бути можливим у будь-який час і без будь-яких маніпуляцій з даними

Ґрунтуючись на цій філософії, різні уряди визначають різні правила, які мають бути впроваджені в різних сферах середовища роздрібної торгівлі.
Наприклад, податкове законодавство Португалії визначає, що дані, пов'язані з ПДВ, регулярно надсилаються до органів влади. На основі даних більшість впроваджень виконується в системі ERP роздрібного продавця (у бек-офісі/бухгалтерії). З іншого боку, такі країни, як Сербія, мають податкове законодавство, яке вимагає використання фіскального принтера. Фіскальний принтер зберігає дані, пов'язані з ПДВ, і надсилає їх до фіскального органу через спеціальний мережевий пристрій. Цей вид фіскалізації здебільшого реалізований у POS-застосунку.
У деяких інших країнах (наприклад, Австрія) дані транзакції повинні бути підписані спеціальним пристроєм для підпису, а дані повинні зберігатися в спеціальному журналі — базі даних. Як правило, такі фіскальні закони реалізуються в програмі POS і в бек-офісі.

## Історія
Фіскалізацію разом із ПДВ запровадили для боротьби з тіньовою економікою. Першою країною, яка запровадила фіскальне законодавство щодо використання певних фіскальних пристроїв, була Італія, а другою — Греція. Італія запровадила цей податковий закон у 1983 році. Запровадження фіскального законодавства — зокрема щодо касових апаратів — виникло з потреби уникнути шахрайства роздрібних продавців. Згідно з податковим законодавством, відповідний фіскальний чек необхідно видрукувати та надати клієнту.

## Виклики сучасної роздрібної торгівлі у фіскальному контексті
Різні аспекти фіскалізації створюють великі виклики.
Імплементація фіскального законодавства в конкретній країні вже сама по собі є складним питанням. Але якщо поставити це в контекст сучасної роздрібної торгівлі, то це стає ще більш вимогливою та складною темою.
У сучасній роздрібній торгівлі :
- Поняття роздрібної торгівлі змішані. Один роздрібний продавець має кілька різних форматів магазинів. Кожен формат має кілька або навіть багато різних процесів роздрібної торгівлі, і на кожен процес роздрібної торгівлі може впливати податкове законодавство
- Використовується багато різних методів оплати (наприклад, паперові гроші, кредитні картки, ваучери), кожен з яких зазвичай трактується по-різному фіскальним законодавством.
- Багатоканальний роздрібний продаж є повсюди. Трансакції можна створювати в будь-який час і в будь-якому місці, переважно за допомогою різних систем (наприклад, POS-систем, веб-сайтів роздрібних продавців, мобільних застосунків).
- Маркетингові кампанії дуже складні. Щоб залучити покупця, роздрібні продавці підходять дуже креативно. Вони створюють комплексні акції з комплексними знижками. У багатьох випадках вони перебувають під сильним впливом податкового законодавства.
- Роздрібні торговці стають все більш міжнародними. Водночас вони уніфікують свої процеси та технології. Однак, податкове законодавство кожної країни вимагає використання певних конкретних технологій.

## Технічні підходи до фіскалізації
Технічна реалізація фіскального законодавства завжди відповідає одному або декільком із наведених нижче технічних аспектів:
- апаратна фіскальна реалізація
- програмна фіскальна реалізація
- спеціальні фіскальні вимоги з різними реалізаціями

Крім того, сама технічна реалізація також задається податковим законодавством.

### Апаратна фіскальна реалізація
Деякі фіскальні закони визначають використання спеціальних апаратних пристроїв.
Зазвичай це:
- фіскальні принтери — принтери чеків зі спеціальною фіскальною пам'яттю, де зберігаються фіскальні дані
- фіскальні комунікаційні модулі — пристрої, які використовуються для надсилання фіскальних даних до фіскального органу
- плати фіскальної пам'яті — друковані плати, які можуть бути включені або підключені до POS, ECR або принтера
- пристрої підпису — пристрої, які створюють цифрові підписи, які використовуються для захисту фіскальної операції

Більшість фіскальних країн світу сьогодні йдуть шляхом впровадження на основі апаратного забезпечення.

### Фіскалізація на основі програмного забезпечення
Це може бути сучаснішим способом реалізації законодавства про фіскалізацію.
Суть полягає в тому, що законодавство визначає, як щось має бути зроблено, але не визначає, який пристрій слід використовувати. Ця модель є більш ліберальною, і можна очікувати, що найближчим часом більше країн дотримуватимуться цього підходу.
Сьогодні існує кілька різних сценаріїв:
- надсилати кожну транзакцію до фіскального органу в режимі реального часу, щоб отримати цифровий підпис від органу та включити його до транзакції.
- зберігати кожну транзакцію в базі даних, де кожен запис має порядковий номер і цифровий підпис
- зберігати дані у спеціальному форматі в спеціальному фіскальному журналі (базі даних)
- здійснювати цифровий підпис кожної транзакції за спеціальним алгоритмом

### Особливі фіскальні вимоги
У деяких випадках, крім цих технічних реалізацій, існують деякі додаткові технічні підходи. В основному вони пов'язані з:
- безпекою та захистом даних
- архівуванням
- звітністю
- спеціальними бізнес-процесами (переважно в спеціалізованій роздрібній торгівлі, наприклад на АЗС)